# (5262) Brucegoldberg
(5262) Brucegoldberg (1990 XB1) – planetoida z grupy pasa głównego asteroid okrążająca Słońce w ciągu 5,44 lat w średniej odległości 3,09 j.a. Odkryta 14 grudnia 1990 roku.